# カムチャツカ時間
|  | UTC+2  | MSK-1 | カリーニングラード時間 (KALT) |
|  | UTC+3  | MSK   | モスクワ時間 (MSK)            |
|  | UTC+4  | MSK+1 | サマラ時間 (SAMT)             |
|  | UTC+5  | MSK+2 | エカテリンブルク時間 (YEKT)   |
|  | UTC+6  | MSK+3 | オムスク時間 (OMST)           |
|  | UTC+7  | MSK+4 | クラスノヤルスク時間 (KRAT)   |
|  | UTC+8  | MSK+5 | イルクーツク時間 (IRKT)       |
|  | UTC+9  | MSK+6 | ヤクーツク時間 (YAKT)         |
|  | UTC+10 | MSK+7 | ウラジオストク時間 (VLAT)     |
|  | UTC+11 | MSK+8 | マガダン時間 (MAGT)           |
|  | UTC+12 | MSK+9 | カムチャツカ時間 (PETT)       |

カムチャツカ時間（カムチャツカじかん、Kamchatka Time、Petropavlovsk-Kamchatsky Time - PETＴ）は、協定世界時 (UTC) を12時間進ませた標準時(UTC+12)。ロシア第11標準時とも呼ばれる。
なお、2011年に廃止された夏時間は協定世界時より13時間進み（UTC+13）、カムチャツカ夏時間(カムチャツカなつじかん、Kamchatka Summer Time、Petropavlovsk-Kamchatsky Summer Time - PETST)と呼ばれていた。

## 歴史
2010年3月28日のサマータイム開始と同時に同時間帯は廃止され、マガダン時間に統合された。これはドミートリー・メドヴェージェフ政権による国内時間帯の統合策（「時の改革」）によるもので、従来のカムチャツカ時間適用地域では時計が従来より1時間遅く進むようになった（通常はUTC+11時間、夏季はUTC+12時間）。また、2011年には従来の夏時間が通年で適用されるようになり、結果として旧カムチャツカ時間地域では2010年までの通常時間（「冬時間」）と同一になった。
この一連の政府の政策に対し、同地方の住民の間では「特に冬季は子どもの授業時間中に日没する」「夜が長くなり、電気代が増え、交通事故や犯罪が増加する」「日の出が早くなってゆっくり眠れない」などを理由に反発が起き、カムチャツカ地方の首府・ペトロパブロフスク・カムチャツキーではデモが発生して、ロシア国外でも報道された。
国民の不満を受けて2014年7月22日にウラジーミル・プーチン大統領が標準時を冬時間に戻す法案に署名したことにより、同年10月26日よりロシアの時間帯の変更が行われ、サマラ時間と共にカムチャツカ時間も復活した。

## 採用しているロシアの地域
- カムチャツカ地方（旧カムチャツカ州）
  - 同州内コリャーク管区（旧コリャーク自治管区）
- チュクチ自治管区

本項目の冒頭に表示されているロシア連邦の地図中で最も東側（右側）の2ブロック、本節中の地図の赤色部分に相当する。

## 関連
- ロシア時間